# Rush (EP)
Rush é o segundo extended play do grupo sul coreano Monsta X, lançado em 7 de setembro de 2015 pela Starship Entertainment e distribuído pela LOEN Entertainment. O álbum é composto por seis faixas, incluindo os singles "신속히 (Rush)"  e "Hero".

## Antecedentes e lançamento
Em 25 de agosto, o Twitter oficial do grupo postou uma foto do inédita do integrante I.M indicando que o grupo iria retornar em breve. Durante uma semana foi divulgada uma foto inédita de cada integrante. No dia 31 de agosto a Starship Entertainment anunciou que Monsta X iria lançar em 7 de setembro o seu segundo extended play intitulado Rush com um showcase para fãs e imprensa. Starship diz:
Este EP tem como objetivo maximizar as habilidades de Monsta X através da utilização de uma equipe líder de produção global para suas fotos, videoclipes e performances. Depois de sua intensa estreia com Trespass esperamos que todo mundo fique animado com Rush.
No começo de setembro o grupo divulgou em sua conta oficial no Twitter o nome de todas as faixas que iriam compor o novo EP. Em 3 de setembro o canais no Youtube da Starship e 1theK divulgam uma prévia do videoclipe da faixa título do mesmo nome do EP. No dia seguinte é divulgado em ambos canais uma prévia de todas as faixas que iriam compor o projeto. Finalmente em 7 de setembro depois do showcase é lançado o segundo EP de Monsta X e o videoclipe para a faixa título.

## Videoclipe de "Hero" e Rush Repackage “Hero”
No dia 1 de outubro a Starship Entertainment divulga exclusivamente em seu canal oficial no Youtube o videoclipe especial da música "Hero", que faz parte do segundo extended play  de Monsta X, Rush. O videoclipe conta com todos os membros do grupo no terraço de um prédio em Seul dançando a coreografia da música.
Em 22 de outubro, depois do sucesso de "Hero", a Starship anuncia que o grupo lançaria uma edição repaginada do EP, Rush, como presente para os fãs. Intitulado de Rush Repackage “HERO”, o EP contém um remix inédito da música "Hero". Depois do lançamento, quase todas as apresentações da música foram feitas com esse remix.

## Faixas
A lista de faixas foi divulgada na conta oficial do grupo no Twitter em 2 de setembro de 2015.

### Rush
| N.º            | Título                  | Letras                                | Música                  | Arranjos          | Duração |  |
| 1.             | "신속히 (Rush)"         | Giriboy, Jooheon, I.M                 | Giriboy                 | Giriboy           | 3:42    |  |
| 2.             | "Hero"                  | Punch Sound, Rhymer, Jooheon, I.M     | Punch Sound             | Punch Sound       | 3:52    |  |
| 3.             | "Perfect Girl"          | Jooheon, I.M, ESBEE, 리시, 9999       | ESBEE, 리시, 9999       | ESBEE, 리시, 9999 | 3:39    |  |
| 4.             | "Amen"                  | Crybaby, Take'M                       | Rescue The Beat         | Crybaby           | 3:47    |  |
| 5.             | "삐뚤어질래 (Gone Bad)" | Mad Clown, Taewan, Jooheon            | Ye-Yo!, Taewan, Jooheon | Ye-Yo!            | 3:42    |  |
| 6.             | "Broken Heart"          | Jooheon, I.M, 김승준, Rescue The Beat | Rescue The Beat, 김승준 | 고아라, 김승준    | 3:47    |  |
| Duração total: | Duração total:          | Duração total:                        | Duração total:          | Duração total:    | 22:45   |  |

| Rush Repackage “Hero” |                               |                                       |                         |                   |         |  |
| N.º                   | Título                        | Letras                                | Música                  | Arranjos          | Duração |  |
| 1.                    | "Hero (Broadcasting Version)" | Punch Sound, Rhymer, Jooheon, I.M     | Punch Sound             | Punch Sound       | 3:52    |  |
| 2.                    | "신속히 (Rush)"               | Giriboy, Jooheon, I.M                 | Giriboy                 | Giriboy           | 3:42    |  |
| 3.                    | "Perfect Girl"                | Jooheon, I.M, ESBEE, 리시, 9999       | ESBEE, 리시, 9999       | ESBEE, 리시, 9999 | 3:39    |  |
| 4.                    | "Amen"                        | Crybaby, Take'M                       | Rescue The Beat         | Crybaby           | 3:47    |  |
| 5.                    | "삐뚤어질래 (Gone Bad)"       | Mad Clown, Taewan, Jooheon            | Ye-Yo!, Taewan, Jooheon | Ye-Yo!            | 3:42    |  |
| 6.                    | "Broken Heart"                | Jooheon, I.M, 김승준, Rescue The Beat | Rescue The Beat, 김승준 | 고아라, 김승준    | 3:47    |  |
| Duração total:        | Duração total:                | Duração total:                        | Duração total:          | Duração total:    | 22:30   |  |

## Desempenho nas paradas musicais e vendas
| Tabela musical                          | Melhor posição |
| --------------------------------------- | -------------- |
| Coreia do Sul (Gaon Weekly Album Chart) | 3              |
| Japão (Weekly Digital Albums Chart)     | 110            |

| País          | Vendas  |
| ------------- | ------- |
| Coreia do Sul | 63,133+ |
| Japão         | 1,785+  |

## Prêmios e indicações
| Ano  | Premiação          | Categoria    | Resultado |
| ---- | ------------------ | ------------ | --------- |
| 2016 | Golden Disk Awards | Disk Daesang | Indicado  |